# Beltrán II de la Cueva y Álvarez de Toledo

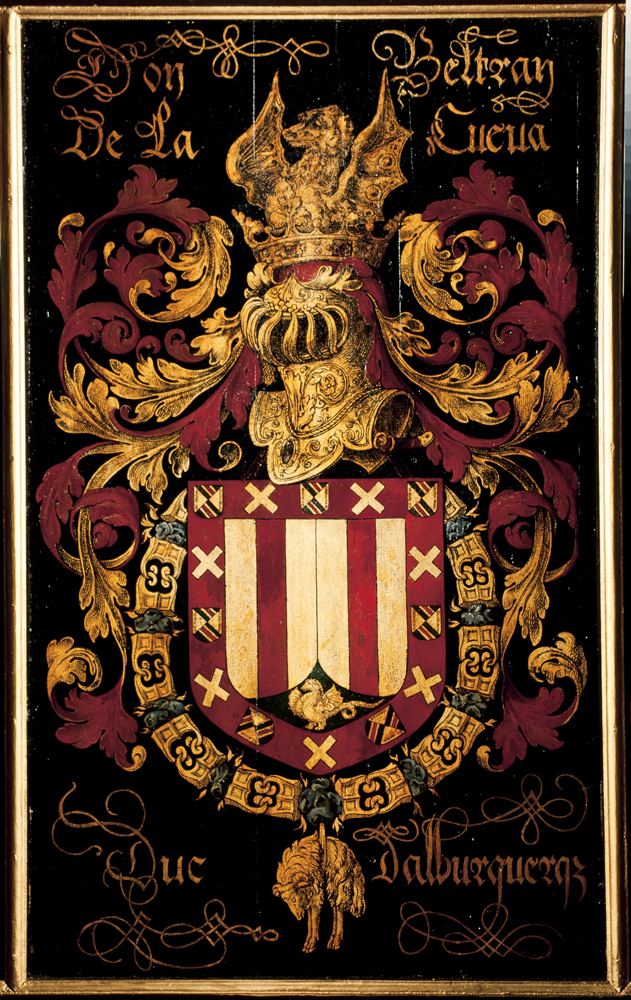
Escudo de Beltrán II de la Cueva, duque de Alburquerque.

Beltrán II de la Cueva y Álvarez de Toledo (Cuéllar 1478-Toledo 11 de febrero de 1560) fue un noble, III duque de Alburquerque, político, diplomático y militar español, que desempeñó el cargo de Virrey de Aragón entre 1535 y 1539, y el de Virrey de Navarra desde 1552 hasta su muerte.

## Biografía
Nacido en 1478 en el castillo de Cuéllar, fue hijo de Francisco Fernández de la Cueva y Mendoza, II duque de Alburquerque y de su mujer Francisca Álvarez de Toledo, hija del I duque de Alba de Tormes. Fue llamado Beltrán en recuerdo a su abuelo paterno, el célebre Beltrán de la Cueva, Gran Maestre de la Orden de Santiago y valido de Enrique IV de Castilla.
Al fallecer su padre en 1526, recayó en su persona el Ducado de Alburquerque, siendo tercer titular de la casa, además de III conde de Ledesma y de Huelma, III señor de los estados de Cuéllar, Mombeltrán, Pedro Bernardo y otros.

## Servicio a Carlos I de España
En vida de su padre, sirvió a Carlos I de España en la Guerra de las Comunidades de Castilla, participando activamente en la batalla de Villalar, donde llevó consigo y a sus órdenes a su hermano Luis de la Cueva y Toledo y a su primo Alonso de la Cueva y Benavides, I señor de Bedmar.
Fue hábil político y diplomático, ocupándose de graves negocios del emperador en los estados de Flandes y de la paz con Enrique VIII de Inglaterra, para hacer junto con el emperador la guerra contra Francisco I de Francia. Participó en la conquista de Navarra por parte de Castilla y Aragón contra los franceses, donde prendió a varios caballeros franceses en las afueras de la ciudad de Pamplona en 1521. Su actuación impresionó tanto a Carlos I de España que le nombró capitán general de las fuerzas españolas en la campaña, y el 23 de mayo de 1522 le designó capitán general de Guipúzcoa, aunque ya ejercía el cargo con anterioridad, y con un aumento de tropas significativo procedentes de distintos lugares, entre 3000 y 4000 lansquenetes alemanes, y soldados reclutados en Castilla, Navarra, Aragón, Vizcaya, La Rioja y Álava, dirigió el asedio de Fuenterrabía. Con el cargo de capitán general participó en la batalla de San Marcial en 1522, liderando casi 2000 soldados de infantería (la mitad de ellos alemanes) y 150 soldados de caballería, obteniendo la victoria española. También organizó y dirigió el saqueo a San Juan de Luz en el mismo año, ganando la plaza, volviendo victorioso y con una excelente reputación estratégica y militar. Finalmente, en 1535 fue designado Virrey de Aragón, junto con los cargos de lugarteniente y capitán general, que ocupó hasta 1539.

## Servicio a Enrique VIII de Inglaterra
Por su actuación en la guerra contra Francia, donde impresionó tanto al monarca español como al inglés, este último le pidió al emperador que enviase al duque don Beltrán para su servicio, llegando a la corte de Londres en 1544. Allí fue nombrado generalísimo del ejército inglés, donde fue recibido con extraordinario aplauso. Fue incluido en el consejo real, instalado en una casa junto al palacio de St. James, entonces residencia real de la Corona de Inglaterra (lo fue hasta que en el siglo XVIII se construyó el palacio de Buckingham) y se le adjudicaron 150 personas entre criados y gentilhombres de su casa.
Participó en las campañas inglesas liderando una compañía española de más de 100 caballeros, ocupando un lugar preeminente, situado tras el Rey de Armas y delante de Thomas Manners, I conde de Rutland y barón de Ros. Tomó parte principal en la toma de Boulogne en calidad de diplomático, velando en las negociaciones más por los intereses españoles que por los ingleses, capitulando la plaza en 1544, tras haber permanecido seis meses sitiada. Por esta actuación recibió de Inglaterra 30 000 ducados, que le fueron robados por los franceses entre Calais y Dover, cuando la caravana que portaba su equipaje regresaba a Inglaterra.

## Última etapa
Por sus servicios a la Corona, el emperador le favoreció con el collar de la Orden del Toisón de Oro, que le fue impuesto por el monarca en una ceremonia celebrada en la catedral de Nuestra Señora de Tournai (Bélgica). En ella se condecoró con la misma dignidad también a Juan III de Portugal, a Jacobo V de Escocia, al duque de Calabria, Pedro Fernández de Velasco y Tovar, duque de Frías y Condestable de Castilla, a Felipe, duque de Baviera, y a Jorge, duque de Sajonia, siendo el duque de Alburquerque el primero de todos en recibirla.
Finalmente fue nombrado Virrey de Navarra, que llevaba adscritos los cargos de lugarteniente y capitán general, y que ocupó hasta su muerte, ocurrida en la ciudad de Toledo el 11 de febrero de 1560. Fue sepultado en la capilla mayor del monasterio de San Francisco de su villa de Cuéllar, que albergaba el panteón familiar. Mandó en su testamento que se erigiese la ermita de San Marcial, para recoger los huesos de los difuntos de la batalla de San Marcial, y dotó una memoria en ella para que se rezara por sus almas.

## Matrimonio y descendencia
Siendo niño su padre le concertó matrimonio con Juana de Aragón, hija bastarda de Fernando el Católico, proyecto que no prosperó. El duque Beltrán contrajo matrimonio con Isabel Girón y de la Vega, hija de Juan Téllez-Girón, II conde de Ureña, y de su mujer Leonor de la Vega y de Velasco, siendo padres de:
- Francisco Fernández de la Cueva y Girón, IV duque de Alburquerque.
- Juan de la Cueva y Girón.
- Francisca de la Cueva y Girón, casada con Claudio Fernández Vigil de Quiñones, IV conde de Luna; sin sucesión.
- Gabriel III de la Cueva y Girón, V duque de Alburquerque.
- Leonor de la Cueva y Girón, casada con Pedro Fernando Ruiz de Castro Andrade y Portugal, V conde de Lemos, padres de Fernando Ruiz de Castro, VI conde de Lemos.

| Predecesor: Francisco Fernández de la Cueva y Mendoza | Duque de Alburquerque 1526-1560 | Sucesor: Francisco Fernández de la Cueva y Girón |
| Predecesor: Juan II de Lanuza                         | Virrey de Aragón 1535-1539      | Sucesor: Pedro Martínez de Luna                  |
| Predecesor: Bernardino de Cárdenas y Pacheco          | Virrey de Navarra 1552-1560     | Sucesor: Gabriel III de la Cueva y Girón         |